# 頂擬珠目魚
頂擬珠目魚（学名：Scopelarchoides climax）為輻鰭魚綱仙女魚目帆蜥魚亞目珠目魚科的一種，分布於中東太平洋24.5-25°S、155°W海域，屬深海魚類，體長可達9.9公分，棲息在中層水域，生活習性不明。